# Cophocerotis costinotata
Cophocerotis costinotata là một loài bướm đêm trong họ Geometridae.